# Héctor Falcón
Héctor Falcón (Culiacán, Sinaloa, México; 31 de marzo de 1973) es un artista mexicano conocido principalmente por sus piezas conceptuales y performáticas. 
Estudió Artes Visuales en la Escuela Nacional de Pintura, Escultura y Grabado "La Esmeralda", posteriormente realizó estudios en la Universidad de Arte y Diseño de Kioto, Japón, y en la Universidad Intercontinental. Cuenta con múltiples exposiciones a nivel nacional e internacional, así como una amplia experiencia en la docencia. 
Ha sido galardonado con el Premio de Adquisición en el Sapporo International Print Bienale en Japón; el Premio de Adquisición en el Salón de Octubre-Gran Premio Omnilife; el Trofeo Caja de Madrid; el Premio del Jurado en el Festival de Cine “Clermont Ferrand” y la beca Jóvenes Creadores del Fondo Nacional para la Cultura y las Artes, entre otros. 
Forma parte de colecciones públicas y privadas como la Doshisha University Kioto de Japón, del Instituto Nacional de Bellas Artes y de la Colección de Arte UDLAP.

## Obra
A través de los medios que utiliza cuestiona, desde su óptica personal, aquellas problemáticas de la hipocresía social latentes en torno a la tiranía de la belleza como dogma en la vida civil de Occidente. Falcón critica y ridiculiza tal canon experimentándolo en su propio cuerpo y poniendo incluso en riesgo su vida, incorporando cierta dosis de humor, coqueteo, desenfreno e ironía evidentemente melodramático y trágico-cómico. Ensaya en su piel la idea del cuerpo como objeto, como obra de arte.
“Falcón cuestiona los cánones occidentales definidos por la ansiedad de lograr el estereotipo contemporáneo impuesto por la belleza convencional del individuo establecida en la vida diaria.”

### Principales trabajos
Durante su dilatada carrera ha  presentado más de 20 exhibiciones individuales y participado en más de 150 muestras colectivas alrededor del mundo. Su trabajo se ha mostrado en lugares como el Museo Guggenheim en Nueva York, el Palais de Tokio en París, el Sapporo Modern Art Museum en Hokkaidō, el Museo Tamayo Arte Contemporáneo en Ciudad de México, y el Museo de Arte Carrillo Gil en la Ciudad de México, entre otros.
El año 2002 desarrollo, dirigió, conceptualizó y organizó el MEXARTFEST, el festival más importante de arte y cultura mexicana que se ha hecho en Japón. Un proyecto que se dedicó a mostrar manifestaciones de las más recientes generaciones de artistas contemporáneos en ese entonces, incluyendo arte y música.
El año 2007 participó en el proyecto IN AN ABSOLUT WOLRD, donde han participado artistas de la talla de Owen Benjamin, Pérez Hilton, Kanye West, Lauren Gropper, Zack Galifianakis entre otros. Para el proyecto ABSOLUT realizó una video instalación llamada “There is neither time and no space” (No hay ni tiempo ni espacio) interesado en explorar un mundo sin tiempo ni espacio.
Participó en la exposición “Live” en París (Palais de Tokio, 2005) dirigida por Jerome Sans, donde participaron músicos, artistas visuales y artistas plásticos, junto con Terrestre y Plankton Man (Nortec Collective), alternando con figuras como Tobias Bernstrup, Chic On Speeds, Chopark, Dj Spooky, Aphex Twin, Kyupi Kyupi, Stero Total, Anika Storm.
Dirigió el grupo CONCENTRADO, un grupo de artistas que participaron activamente en el desarrollo, modificación y renovación del centro histórico de la Ciudad de México. También ha colaborado en películas, como director de arte y diseño de producción, obteniendo premios tales como el de ALCINE, Festival de Cine de Henares en Madrid como mejor Dirección Artística. Así como también obtuvo el premio de jurado en el Festival de Cine de “Clermont Ferrand” en Francia, por la cinta “Máquina” de Gabe Ibáñez. Ha dado conferencias, dirigido docencias (seminarios y workshops), y colaboraciones y publicaciones en diversos medios y fundaciones.

## Estudios
- Estudios de Diseño Gráfico en la Universidad Intercontinental, Ciudad de México.
- Licenciatura en Artes Visuales, en la Escuela Nacional de Pintura, Escultura y Grabado "La Esmeralda", del Centro Nacional de las Artes, INBA, en Ciudad de México.
- Taller de Instalación, impartido por el maestro Urs Jaeggi.
- Becado en Estudios de Arte en la Universidad de Arte y Diseño de Kioto, Japón.

## Premios y reconocimientos
- 2006 Premio Trofeo Caja de Madrid. Mejor Dirección de Arte. Cortometraje Máquina. Festival de Cine de Alcalá.
- 2004 Premio de adquisición ¨XXIV¨encuentro Nacional de Arte Joven, Aguascalientes, México.
- 2001–02 Becario Jóvenes Creadores, Fondo Nacional para la Cultura y las Artes, México.
- Beca de Producción Artística en el Extranjero, Centro Nacional de las Artes, INBA, México.
- Premio de Adquisición, Salón de octubre, Gran Premio Omni Life, Guadalajara, Jalalisco, México.
- Premio de Adquisición, Sapporo International Print Bienale, Sapporo, Japón.
- Premio de Adquisición, 1.er. Concurso de Arte Casa Serra, Ciudad de México.
- Reconocimiento Artístico. Departamento del Distrito Federal, México.
- Encargo y Adquisición del Mural Absolut Falcón, Acervo Cultural Absolut Vodka/Programa de Arte Absolut.
- Beca de residencia Kioto University of Art and Design, Kioto, Japón.
- Premio de Adquisición, XVII Encuentro Nacional de Arte Joven, Ciudad de México.
- Mención Honorífica. XVII Encuentro Nacional de Arte Joven. México.

## Filmes
- Director de Arte y Diseño de Producción MÁQUINA

Premios Obtenidos
- ALCINE. Festival de Cine de Alcalá de Henares (Madrid), mejor Dirección Artística (Héctor Falcón) / Best Art Director
- ALCINE. Festival de Cine de Alcalá de Henares (Madrid), mejores Efectos Especiales (User T38) / Best Special Effects
- Scrittura e Immagine. Festival Int. del Cortometraggio di Pescara (Italia, mención Especial del Jurado / Jury’s Special Mention
- Potenza International Film Festival (Italia), mejor Cortometraje / Best Short Film
- Festival International du Court Métrage à Clermont-Ferrand (Francia), premio Especial del Jurado (Competición Labo) / Jury’s Special Prize (Lab Competition)
- Cortisonici Festival di Cortometraggi. Varese (Italia), mejor Cortometraje / Best Short Film

Semaines du Cinéma Méditerranéen de Lunel (Francia), mejor Cortometraje / Best Short Film
- Certamen de Cortometrajes de Caja Madrid (Madrid), mención Especial del Jurado / Jury’s Special Mention
- Semana de Cine Fantástico y de Terror de Cáceres, premio «Agencia Freak» / «Freak Agency» Prize
- Sonar International Film Festival. Firenze (Italia), mejor Cortometraje / Best Short Film
- Semana de Cine Español de Medina del Campo (Valladolid), mejor Montaje / Best Edition
- FilmFest Dresden (Alemania), mejor Música / Best Music Score, festimatge’07.
- Festival de l’Imatge a Calella (Barcelona), mejor Fotografía (Alejandro García) / Best Cinematography